# Brooks Laich
Brooks Laich (né le 23 juin 1983 à Wawota, dans la province de la Saskatchewan au Canada) est un joueur professionnel canadien de hockey sur glace évoluant à la position de centre.

## Biographie

### Carrière
Réclamé au sixième tour par les Sénateurs d'Ottawa lors du repêchage annuel de 2001, Laich évolue au niveau junior dans la Ligue de hockey de l'Ouest pour les Warriors de Moose Jaw puis les Thunderbirds de Seattle. Il devient joueur professionnel en 2003 en rejoignant le club affilié aux Sénateurs dans la Ligue américaine de hockey, les Senators de Binghamton.
Les Sénateurs l'envoient au cours de cette même saison aux Capitals de Washington en retour des services de Peter Bondra. Dès la saison 2005-2006, Brooks Laich obtient un poste permanent dans la LNH.
Après 12 saisons passées avec les Capitals, il est échangé le 28 février 2016 aux Maple Leafs de Toronto avec Connor Carrick et un choix de deuxième tour au repêchage de 2016 contre Daniel Winnik et un choix de cinquième tour en 2016.
Le 19 octobre 2017, il signe un contrat d'une saison avec les Kings de Los Angeles. Le 27 novembre, il est libéré de son contrat après 12 parties avec l'équipe.

### Carrière internationale
Il représente l'équipe du Canada au niveau international. Il remporta la médaille d'argent lors du championnat du monde junior de 2003.

## Statistiques
| Saison     | Équipe                  | Ligue      |     | Saison régulière | Saison régulière | Saison régulière | Saison régulière | Saison régulière |    | Séries éliminatoires | Séries éliminatoires | Séries éliminatoires | Séries éliminatoires | Séries éliminatoires |
| Saison     | Équipe                  | Ligue      | PJ  | B                | A                | Pts              | Pun              | PJ               | B  | A                    | Pts                  | Pun                  |                      |                      |
| 2000-2001  | Warriors de Moose Jaw   | LHOu       | 71  | 9                | 21               | 30               | 28               | 4                | 0  | 0                    | 0                    | 5                    |                      |                      |
| 2001-2002  | Warriors de Moose Jaw   | LHOu       | 28  | 6                | 14               | 20               | 12               | -                | -  | -                    | -                    | -                    |                      |                      |
| 2001-2002  | Thunderbirds de Seattle | LHOu       | 47  | 22               | 36               | 58               | 42               | 11               | 5  | 3                    | 8                    | 11                   |                      |                      |
| 2002-2003  | Thunderbirds de Seattle | LHOu       | 60  | 41               | 53               | 94               | 65               | 15               | 5  | 14                   | 19                   | 24                   |                      |                      |
| 2003-2004  | Senators de Binghamton  | LAH        | 44  | 15               | 18               | 33               | 16               | -                | -  | -                    | -                    | -                    |                      |                      |
| 2003-2004  | Sénateurs d'Ottawa      | LNH        | 1   | 0                | 0                | 0                | 2                | -                | -  | -                    | -                    | -                    |                      |                      |
| 2003-2004  | Pirates de Portland     | LAH        | 22  | 1                | 3                | 4                | 12               | 6                | 0  | 0                    | 0                    | 0                    |                      |                      |
| 2003-2004  | Capitals de Washington  | LNH        | 4   | 0                | 1                | 1                | 0                | -                | -  | -                    | -                    | -                    |                      |                      |
| 2004-2005  | Pirates de Portland     | LAH        | 68  | 16               | 10               | 26               | 33               | -                | -  | -                    | -                    | -                    |                      |                      |
| 2005-2006  | Capitals de Washington  | LNH        | 73  | 7                | 14               | 21               | 26               | -                | -  | -                    | -                    | -                    |                      |                      |
| 2005-2006  | Bears de Hershey        | LAH        | 10  | 7                | 6                | 13               | 8                | 21               | 8  | 7                    | 15                   | 29                   |                      |                      |
| 2006-2007  | Capitals de Washington  | LNH        | 73  | 8                | 10               | 18               | 29               | -                | -  | -                    | -                    | -                    |                      |                      |
| 2007-2008  | Capitals de Washington  | LNH        | 82  | 21               | 16               | 37               | 35               | 7                | 1  | 5                    | 6                    | 10                   |                      |                      |
| 2008-2009  | Capitals de Washington  | LNH        | 82  | 23               | 30               | 53               | 31               | 14               | 3  | 4                    | 7                    | 10                   |                      |                      |
| 2009-2010  | Capitals de Washington  | LNH        | 78  | 25               | 34               | 59               | 34               | 7                | 2  | 1                    | 3                    | 4                    |                      |                      |
| 2010-2011  | Capitals de Washington  | LNH        | 82  | 16               | 32               | 48               | 46               | 9                | 1  | 6                    | 7                    | 2                    |                      |                      |
| 2011-2012  | Capitals de Washington  | LNH        | 82  | 16               | 25               | 41               | 34               | 14               | 2  | 5                    | 7                    | 6                    |                      |                      |
| 2012-2013  | EHC Kloten              | LNA        | 19  | 6                | 12               | 18               | 28               | -                | -  | -                    | -                    | -                    |                      |                      |
| 2012-2013  | Capitals de Washington  | LNH        | 9   | 1                | 3                | 4                | 6                | -                | -  | -                    | -                    | -                    |                      |                      |
| 2013-2014  | Capitals de Washington  | LNH        | 51  | 8                | 7                | 15               | 16               | -                | -  | -                    | -                    | -                    |                      |                      |
| 2014-2015  | Capitals de Washington  | LNH        | 66  | 7                | 13               | 20               | 24               | 14               | 1  | 1                    | 2                    | 0                    |                      |                      |
| 2015-2016  | Capitals de Washington  | LNH        | 60  | 1                | 6                | 7                | 16               | -                | -  | -                    | -                    | -                    |                      |                      |
| 2015-2016  | Maple Leafs de Toronto  | LNH        | 21  | 1                | 6                | 7                | 2                | -                | -  | -                    | -                    | -                    |                      |                      |
| 2016-2017  | Marlies de Toronto      | LAH        | 27  | 1                | 8                | 9                | 12               | -                | -  | -                    | -                    | -                    |                      |                      |
| 2017-2018  | Kings de Los Angeles    | LNH        | 12  | 0                | 1                | 1                | 6                | -                | -  | -                    | -                    | -                    |                      |                      |
| Totaux LNH | Totaux LNH              | Totaux LNH | 764 | 134              | 197              | 331              | 301              | 65               | 10 | 22                   | 32                   | 26                   |                      |                      |

### Statistiques en équipe nationale
| Année | Équipe     | Compétition                 |   | PJ | B | A | Pts | Pun               |  | Résultat |
| 2003  | Canada U20 | Championnat du monde junior | 6 | 2  | 4 | 6 | 0   | Médaille d'argent |  |          |
| 2010  | Canada     | Championnat du monde        | 7 | 1  | 0 | 1 | 0   | 7e place          |  |          |

## Transactions en carrière
- Repêchage 2001 : réclamé par les Sénateurs d'Ottawa (6e choix de l'équipe, 193e au total).
- 18 février 2004 : échangé par les Sénateurs avec leur choix de deuxième ronde (ultérierement échangé à l'Avalanche du Colorado, l'Avalanche repêche avec ce choix Chris Durand) aux Capitals de Washington en retour de Peter Bondra.